# Diploglossa
Diploglossa Cope, 1864 è un Clade di rettili appartenente all'infraordine Neoanguimorpha.

## Tassonomia
L'infraordine comprende le seguenti famiglie:
- Anguidae Gray, 1825
- Anniellidae Boulenger, 1885
- Diploglossidae Bocourt, 1873
- Shinisauridae Ahl, 1930
- Xenosauridae Cope, 1866